# یک مرد عاشق
یک مرد عاشق (ایتالیایی: Un uomo innamorato؛ ‏فرانسوی: Un homme amoureux‎) یک فیلم درام فرانسوی-ایتالیایی به کارگردانی دیان کوریس است که در سال ۱۹۸۷ منتشر شد. این اثر، به‌عنوان فیلم نخست در شب افتتاحیهٔ جشنواره فیلم کن ۱۹۸۷ اکران شد.

## گزیدهٔ بازیگران
- پیتر کایوتی
- گرتا اسکاکی
- جیمی لی کرتیس
- کلودیا کاردیناله
- پیتر ریجرت
- ونسان لندون